# Modelo traumático dos transtornos mentais
O modelo de trauma dos transtornos mentais, ou modelo de trauma da psicopatologia, enfatiza os efeitos do trauma físico, sexual e trauma psicológico como fatores causais chave no desenvolvimento de transtornos psiquiátricos, incluindo depressão e ansiedade bem como psicose, quer o trauma seja vivenciado na infância ou na idade adulta. Conceitua as pessoas como tendo reações compreensíveis a eventos traumáticos, em vez de sofrerem de doença mental.
Os modelos de trauma enfatizam que as experiências traumáticas são mais comuns e mais significativas em termos de etiologia do que frequentemente se pensava em pessoas diagnosticadas com transtornos mentais. Tais modelos têm suas raízes em algumas abordagens psicanálise, notadamente as ideias iniciais de Sigmund Freud sobre o abuso sexual na infância e Histeria, o trabalho de Pierre Janet sobre dissociação e a teoria do apego de John Bowlby. Há pesquisas significativas que apoiam a ligação entre experiências precoces de maus-tratos crônicos e negligência severa e problemas psicológicos posteriores.
Na década de 1960, os modelos de trauma passaram a ser associados com abordagens humanistas e Antipsiquiatria, particularmente no que diz respeito à compreensão da Esquizofrenia e ao papel da família. Os transtornos de personalidade também têm sido um foco, particularmente o transtorno de personalidade borderline, considerando-se que o papel da dissociação e das "respostas de congelamento" (reações mais extremas do que a resposta de luta-fuga quando alguém está aterrorizado e traumatizado) desempenha papel significativo na etiologia do distúrbio psicológico. Versões extremas dos modelos de trauma implicaram o ambiente fetal e o trauma de nascer, mas estes não são bem fundamentados na literatura acadêmica e têm sido associados a controvérsias sobre memória recuperada.
As pessoas são traumatizadas por uma ampla variedade de indivíduos, não apenas por membros da família. Por exemplo, vítimas masculinas de abuso sexual relatam ter sido abusadas em ambientes institucionais (internatos, casas de acolhimento, clubes esportivos).
Assim, os modelos de trauma destacam fatores estressantes e traumáticos nas relações de apego precoces e no desenvolvimento de relacionamentos interpessoais maduros. Frequentemente, são apresentados como um contraponto à ortodoxia psiquiátrica e fundamentam críticas à pesquisa e prática em saúde mental, que se tornaram excessivamente focadas em genética, neuroquímica e medicação.

## História
Da década de 1940 até os anos 1970, destacados profissionais de Saúde mental associados à psicologia neo-freudiana e psicodinâmica propuseram modelos de trauma como meio de compreender a Esquizofrenia, incluindo Harry Stack Sullivan, Frieda Fromm-Reichmann, Theodore Lidz, Gregory Bateson, Silvano Arieti e R.D. Laing. Com base em seu trabalho clínico, teorizavam que a esquizofrenia parece ser induzida pelas experiências das crianças em famílias profundamente perturbadas e reflete as tentativas das vítimas de lidar com tais famílias e viver em sociedades que são intrinsecamente prejudiciais ao bem-estar psicológico. Na década de 1950, a teoria de Sullivan de que a esquizofrenia está relacionada às relações interpessoais foi amplamente aceita nos Estados Unidos. O livro de Arieti, Interpretação da esquizofrenia, ganhou o Prêmio Nacional do Livro americano na área de ciência em 1975. O livro apresentou um modelo psicológico para compreender todos os tipos regressivos do transtorno.
Alguns dos modelos psicogênicos propostos pelos psicólogos não biológicos, como o da "mãe esquizofrenogênica", foram alvo de críticas constantes de feministas que os viam como culpabilizadores das mães e de uma profissão psiquiátrica que se orientava cada vez mais para o determinismo biológico. A partir dos anos 1960, os tratamentos farmacológicos passaram a ser o foco crescente da psiquiatria e, na década de 1980, a teoria de que a dinâmica familiar poderia estar implicada na etiologia da esquizofrenia passou a ser considerada inaceitável por muitos profissionais de saúde mental na América e na Europa. Antes de sua morte, em 2001, Theodore Lidz, um dos principais defensores da teoria dos pais "esquizofrenogênicos", expressou arrependimento de que as pesquisas atuais em psiquiatria biológica estivessem "indo pelo caminho errado". Assim como Lidz, Laing sustentou até sua morte que a causa tanto do Transtorno de personalidade esquizoide quanto da esquizofrenia era influenciada pelas relações familiares. Pesquisas mais recentes têm fornecido apoio para essa hipótese. Por exemplo, abuso infantil demonstrou ter um papel causal na depressão, TEPT, transtornos alimentares, abuso de substâncias e transtorno dissociativo, e estudos revelam que quanto mais severo o abuso, maior a probabilidade de surgirem sintomas psiquiátricos na vida adulta.
O livro Trauma and Recovery de Judith Herman influenciou fortemente as abordagens terapêuticas. A recuperação envolve três fases que devem ser trabalhadas sequencialmente: primeiro, "estabelecer a segurança"; segundo, um processo de recordação e luto pelo que foi perdido; e terceiro, "reconectar-se com a comunidade e, de forma mais ampla, com a sociedade".

## Críticas
Críticos do modelo, como August Piper, argumentam que a lógica de que o trauma infantil causa insanidade possui uma falha séria: se tal afirmação fosse verdadeira, o abuso de milhões de crianças ao longo dos anos deveria ter causado taxas de prevalência de transtornos mentais mais elevadas do que a literatura revela. No entanto, essa crítica desconsidera a possibilidade de subdiagnóstico e o fato de que nem toda ocorrência de abuso gera trauma duradouro. Outros críticos, particularmente os defensores da terapia familiar comportamental, têm visto os modelos de trauma como uma forma de culpabilizar os pais e enfatizado que as famílias são geralmente a principal – e muitas vezes a única – fonte de apoio para pessoas diagnosticadas com doenças mentais graves. Lucy Johnstone apontou que alguns críticos defendem intervenções familiares para pacientes psiquiátricos adultos enquanto, ao mesmo tempo, sustentam que as experiências na infância não são causais em relação à doença mental – como se os membros da família pudessem ter apenas um impacto benéfico ou prejudicial em seus filhos adultos.
Em resposta à afirmação de Piper, observou-se que Arieti afirmou em Interpretação da esquizofrenia que o trauma é mais significativo quando cometido por pessoas com as quais os jovens estão emocionalmente ligados, e que o abuso é frequentemente entrelaçado com outras formas de negligência e comportamentos confusos por parte dos cuidadores:
| “ | Primeiramente, temos que repetir aqui o que já mencionamos..., que condições de perigo externo óbvio, como no caso de guerras, desastres ou outras adversidades que afetam a coletividade, não produzem o tipo de ansiedade que fere o eu interior e não favorecem, por si só, a esquizofrenia. Mesmo a pobreza extrema, doença física ou tragédias pessoais não necessariamente levam à esquizofrenia, a menos que tenham ramificações psicológicas que ferem o senso de si. Mesmo lares desfeitos pela morte, divórcio ou abandono podem ser menos destrutivos do que lares onde ambos os pais estão vivos, vivem juntos e sempre minam a concepção que a criança tem de si mesma. | ” |

## Abordagens recentes
Uma meta-análise de 2005 sobre esquizofrenia revelou que a prevalência de abuso físico e sexual nos históricos de pessoas diagnosticadas com transtornos psicóticos é muito alta e tem sido pouco estudada. Esta revisão da literatura apontou taxas de prevalência de abuso sexual na infância em estudos com pessoas diagnosticadas com esquizofrenia variando de 45% a 65%. Uma análise do Estudo Nacional de Comorbidade dos Estados Unidos revelou que pessoas que sofreram três tipos de abuso (por exemplo, sexual, físico, intimidação) têm um risco 18 vezes maior de desenvolver psicose, enquanto aquelas que experienciaram cinco tipos têm 193 vezes mais probabilidade de se tornarem psicóticas. Um artigo de revisão de 2012 apoiou a hipótese de que traumas atuais ou recentes podem afetar a avaliação que um indivíduo faz de um passado mais distante, alterando a experiência do passado e resultando em estados dissociativos. Diversas revisões dos fatores de risco para transtornos mentais comuns enfatizaram o trauma. Tais pesquisas têm rejuvenescido o interesse nessa área, tanto de clínicos e pesquisadores quanto de organizações de usuários de serviços, como o Hearing Voices Movement.
O psiquiatra Colin Ross chama seu modelo de "modelo de trauma dos transtornos mentais" e enfatiza que, ao contrário dos modelos biológicos, este aborda a literatura sobre Comorbidade do trauma com Transtornos mentais. Ross descreve a base teórica de seu modelo de trauma: "O problema enfrentado por muitos pacientes é que eles não cresceram em uma família razoavelmente saudável e normal. Eles cresceram em uma família inconsistente, abusiva e traumática. As próprias pessoas a quem a criança teve que se apegar para sobreviver também eram perpetradoras de abuso e a feriram gravemente.... O conflito básico, a dor mais profunda e a fonte mais profunda dos sintomas, é o fato de que o comportamento da mamãe e do papai machuca, não se encaixa e não faz sentido."
No que diz respeito às psicoses, a maioria dos pesquisadores e clínicos acredita que a genética continua sendo um fator de risco causativo, mas "apenas os genes não causam a doença". Visões modernas da genética veem os genes mais como dimmers, com fatores ambientais os ativando; quanto mais severo o estresse ambiental, maior o efeito dos genes.
No campo da Criminologia, Lonnie Athens desenvolveu uma teoria de como um processo de brutalização por parte dos pais ou dos colegas, que geralmente ocorre na infância, resulta em crimes violentos na vida adulta. O livro Why They Kill, de Richard Rhodes, descreve as observações de Athens sobre a violência doméstica e societal nos antecedentes dos criminosos. Tanto Athens quanto Rhodes rejeitam as teorias de herança genética.
Os criminologistas Jonathan Pincus e Dorothy Otnow Lewis acreditam que, embora seja a interação entre o abuso infantil e as perturbações neurológicas que explique o assassinato, praticamente todos os 150 assassinos estudados por eles ao longo de um período de 25 anos haviam sofrido abuso severo na infância. Pincus defende que o único remédio viável para o crime seria a prevenção do abuso infantil.